# Motion Twin
Motion Twin – francuska spółka zajmująca się produkcją gier komputerowych, założona w sierpniu 2001 i mająca swoją siedzibę w Bordeaux. Jest zorganizowana jako anarchosyndykalistyczna kooperatywa pracownicza.

## Historia
Spółka Motion Twin została założona w sierpniu 2001 przez pięć osób, z których część pracowała wcześniej w Kalisto Entertainment. Nazwa spółki, Motion Twin to odniesienie do jednej z podstawowych technik animacji Flash, znanej jako "interpolacja ruchu" lub po angielsku "motion tween". Czerwona gwiazda widniejąca w logo przedsiębiorstwa została wybrana ze względu na jej rewolucyjne konotacje.
Obierając formę spółki z ograniczoną odpowiedzialnością, z siedzibą w Bordeaux, studio skupiło swoją działalność na rozwijaniu projektu jednego ze swoich założycieli, Boimp!, portalu gier w technologii flash, który zawierał m.in. ranking najlepszych graczy. Strona Boimp!, przemianowana na Frutiparc w 2002 służyła również jako przegląd dzieł studia, które liczyło przede wszystkim na zyski ze sprzedaży swoich gier większym portalom internetowym.
Założona jako SARL (spółka z o.o.), spółka przekształciła się w 2004 w pozbawioną hierarchii kooperatywę pracowniczą, opartą na ideałach anarchosyndykalizmu, gdzie wszyscy członkowie i członkinie posiadają równy udział w przedsiębiorstwie, takie samo prawo głosu oraz otrzymują takie samo wynagrodzenie.
Z początku zajmujące się jedynie produkcją gier przeglądarkowych, studio zdobyło rozgłos dzięki dwóm popularnym darmowym grom online – My Brute oraz Miniville, jednak większość swojej działalności skupiało na tworzeniu gier darmowych z opcjami płatnymi. Ten system implementowano w większości wydań – takich jak Die2Nite – i stanowił on główne źródło przychodów przedsiębiorstwa.
W 2009 Motion Twin uruchomiło Muxxu, kolekcję 11 gier stworzonych przez studio, która została w 2011 zastąpiona przez Twinoid, platformę mającą zebrać część gier Motion Twin w jednym miejscu i dającą graczom nowe możliwości komunikowania się oraz unikatowy login wspólny dla wszystkich gier na platformie.
W 2014, po spadku popularności gier przeglądarkowych i Flashowych, Motion Twin przechodzi na produkcję gier mobilnych by dodać do swojej oferty gry wieloplatformowe. Na początku, w ramach eksperymentu, opublikowane zostają Uppercup Football oraz Braziball. Hordes Zéro (później przekształcone w Dead Cells), zaprezentowane podczas Gamescom 2014, było pierwszą grą Motion Twin dostępną na PC, platformy mobilne oraz tablety. Jednak pracownicy studia zrezygnowali z niej, dochodząc do wniosku, że metody niezbędne do produkcji gier na te platformy im nie odpowiadają. Zwrócili się zatem w kierunku rynku gier PC i konsolowych publikując Dead Cells, wydane najpierw 10 maja 2017 w ramach wczesnego dostępu na platformie Steam, następnie 7 sierpnia 2018 na Windows, Linux, Mac OS, Nintendo Switch, Playstation 4 oraz Xbox One.
Po grach przeglądarkowych, Flash oraz mobilnych, Dead Cells oznaczało przeniesienie się z modelu free-to-play na model sprzedaży tradycyjnej. Oznaczało to, że od teraz zamiast modelu finansowego opartego na przychodach rozłożonych w czasie na wiele lat, studio przeszło na model skupiający przychody i sukces gry na przestrzeń kilku tygodni.
Gra stała się największym jak dotąd międzynarodowym hitem studia, odnosząc sukces komercyjny i powszechne uznanie wśród krytyków, zdobywając między innymi nagrodę za najlepszą grę akcji Game Awards 2018 (po raz pierwszy w historii gier niezależnych) i sprzedając się w ponad 2,4 milionach egzemplarzy.
Motion Twin opublikowało część swoich wewnętrznych narzędzi deweloperskich pod wolnymi licencjami, w tym język programowania Haxe oraz maszynę wirtualną Neko.

## Struktura organizacyjna
Motion Twin to zespół 7 pracowników zrzeszonych w ramach kooperatywy, w której każdy członek ma równe wynagrodzenie i prawo głosu. Te osoby są zadeklarowane jako zarządzający w każdym projekcie Motion Twin, z odrębnymi przywilejami, takimi jak moderacja lub konserwacja oprogramowania.
Pracownicy rozdzielają role między sobą samemu, rozwijając własną grę z pomocą wybranych kolegów.

## Projekty studia
- Boimp!/Frutiparc (2002/2004)
- Motion Ball (2002)
- Kadokado (2004)
- Monlapin (2004)
- Socratomancie (2005)
- Naturalchimie (2005)
- Dinoparc (2005)
- Dinocard (2006)
- Hammerfest (2006)
- Pioupiouz (2006)
- Popotamo (2006)
- Hyperliner (2007)
- Miniville (2007)
- Antiville (2007)
- MyMiniCity (2007)
- Studioquiz (2007)
- CaféJeux (2007)
- CroqueMonster (2007)
- DinoRPG (2007)
- SkyWar (2008)
- Carapass (2008)
- My Brute (2008)
- Die2Nite (Hordes) (2008)
- Kingdom (2009)
- Muxxu (2009)
- Fever  (2009)
- Intrusion (2009)
- Majority  (2010)
- Kube (2010)
- Snake (2010)
- CroqueMotel (2011)
- Minitroopers (2011)
- La Bourinette (2011)
- Tower Quest (2011)
- Twinoid (2011)
- Odyssey (2011
- Galaxy55 (skasowane) (2012)
- Arkadeo (2013)
- Teacher Story (2013)
- Mush (2013)
- Uppercup Football (2014)
- Braziball Puzzle ! (2014)
- Street Writer (2014)
- Rockfaller Journey (2015)
- Drakarnage (skasowane) (2015)
- Monster Hotel (2015)
- Badass Inc. (2015)
- Game Duel (skasowane) (2016)
- Dead Cells (2018)